# Ashmont, New South Wales
Ashmont är en förort till staden Wagga Wagga i New South Wales i Australien. Folkmängden uppgick till 4 024 år 2011.

## Kommunikationer

### Väg
Ashmont är belägen på landsvägen Sturt Highway.

### Befolkningsutvecklingskällor
- Australian Bureau of Statistics. ”2006 Census QuickStats : Ashmont (State Suburb)” (på engelska). http://www.censusdata.abs.gov.au/ABSNavigation/prenav/ProductSelect?newproducttype=QuickStats&btnSelectProduct=View+QuickStats+%3E&collection=Census&period=2006&areacode=SSC16103&geography=&method=&productlabel=&producttype=&topic=&navmapdisplayed=true&javascript=true&breadcrumb=LP&topholder=0&leftholder=0&currentaction=201&action=401&textversion=false. Läst 11 maj 2012.
- Australian Bureau of Statistics. ”2011 Census QuickStats: Ashmont” (på engelska). http://www.censusdata.abs.gov.au/census_services/getproduct/census/2011/quickstat/SSC10066?opendocument&navpos=220. Läst 4 augusti 2012.